# نهالستان

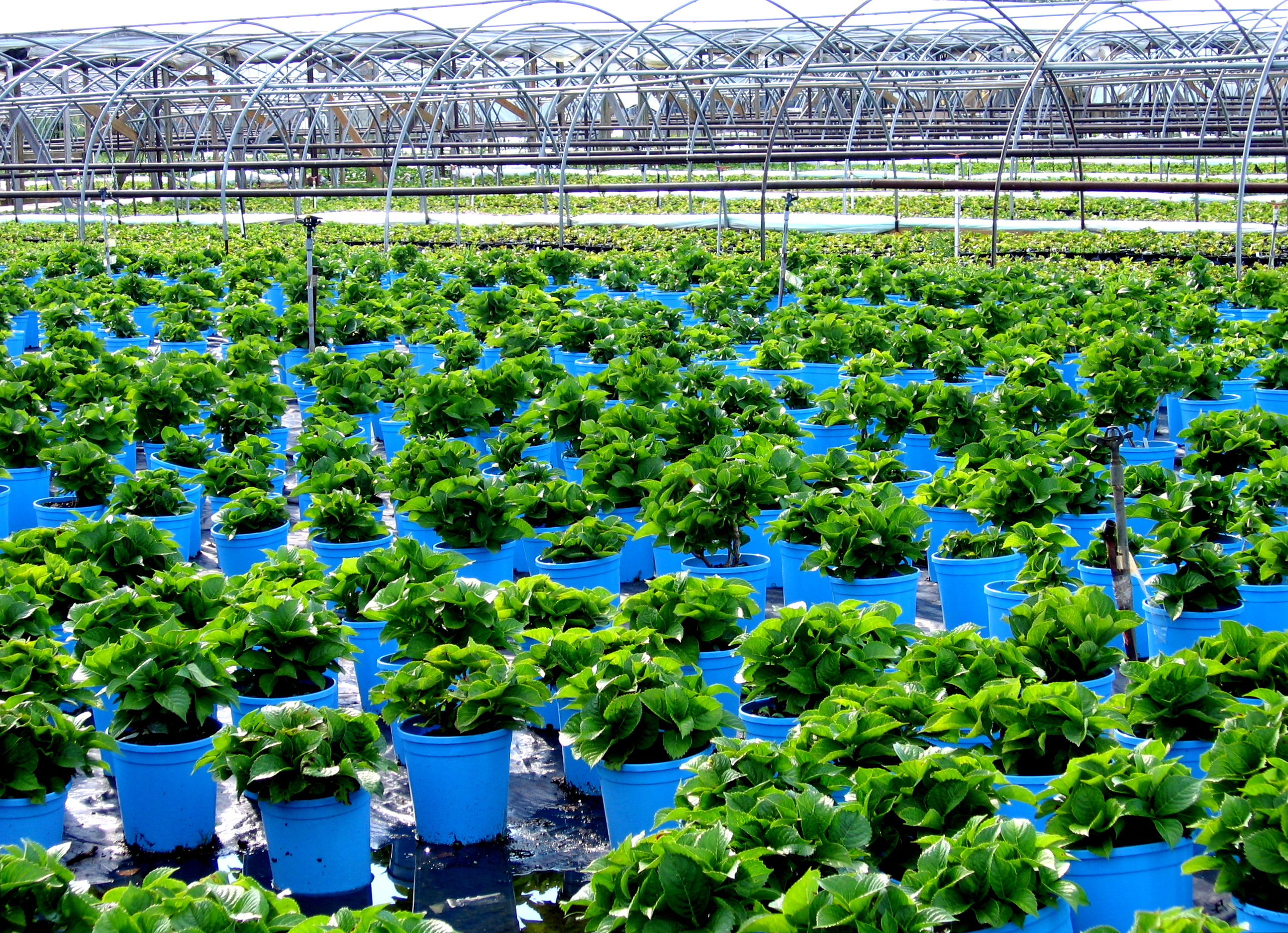
گیاهان در یک نهالستان

نهالستان یا پرورشگاه گیاه (انگلیسی: Plant nursery)، مکانی است که گیاهان در آن تکثیر شده و به‌اندازه دلخواه رشد می‌کنند. بیشتر گیاهان مربوط به باغبانی، جنگل‌داری یا زیست‌شناسی حفاظتی هستند تا کشاورزی. آنها شامل نهالستان‌های خرده‌فروشی که به عموم مردم می‌فروشند، نهالستان‌های عمده‌فروشی که فقط به مشاغلی مانند سایر نهالستان‌ها و باغداران تجاری می‌فروشند و نهالستان‌های خصوصی که نیاز مؤسسات یا املاک خصوصی را تأمین می‌کنند، می‌باشند. برخی نیز در اصلاح نباتات کار خواهند کرد.
نهال‌پرور شخصی است که مالک یا در آن نهالستان کار می‌کند.
برخی از نهالستان‌ها در زمینه‌های خاصی تخصص دارند، که ممکن است شامل: تکثیر و فروش گیاهان کوچک یا ریشه لخت به نهالستان‌های دیگر، پرورش مواد گیاهی به اندازه قابل فروش، یا خرده‌فروشی باشد. نهالستان‌ها همچنین ممکن است در یک نوع گیاه تخصص داشته باشند: برای نمونه، پوشش‌های زمینی، گیاهان سایه‌دار، یا گیاهان باغ سنگی. برخی از آن‌ها به صورت عمده، اعم از نهال یا پیوندی، انواع خاصی را برای اهدافی مانند درختان میوه برای باغ‌ها یا درختان چوبی برای جنگل‌داری تولید می‌کنند. برخی از آنها به صورت فصلی ذخایر را تولید می‌کنند و در فصل بهار آماده صادرات به مناطق سردتر می‌شوند که در آن تکثیر نمی‌تواند خیلی زود شروع شود، یا به مناطقی که آفات فصلی مانع از رشد سودآور در اوایل فصل می‌شوند.

## نهالستان‌ها
انواع مختلفی از نهالستان‌ها وجود دارد که به‌طور گسترده به عنوان نهالستان عمده‌فروشی یا خرده‌فروشی دسته‌بندی می‌شوند، با برخی از همپوشانی‌ها بسته به عملکرد خاص. نهالستان‌های عمده‌فروشی گیاهانی را در مقادیر زیاد تولید می‌کنند که به نهالستان‌های خرده‌فروشی، محوطه‌سازی‌ها، مراکز باغ و سایر فروشگاه‌های خرده‌فروشی فروخته می‌شوند و سپس به عموم می‌فروشند.
نهالستان‌های عمده‌فروشی ممکن است عملیات کوچکی باشند که نوع خاصی از گیاه را با استفاده از مساحت کوچکی از زمین تولید می‌کنند، یا عملیات بسیار بزرگتر که تعداد زیادی هکتار را پوشش می‌دهد. آنها مواد گیاهی را تکثیر می‌کنند یا گیاهانی را از نهالستان‌های دیگر خریداری می‌کنند که ممکن است شامل قلمه‌های ریشه‌دار یا بدون ریشه یا گیاهان ریشه‌دار کوچکی به نام پلاگ یا گیاهان ریشه لخت در مزرعه باشد که کاشته می‌شوند و به اندازه دلخواه رشد می‌کنند. برخی از نهالستان‌های عمده‌فروشی گیاهان را به‌صورت قراردادی برای برخی دیگر تولید می‌کنند که تعداد و اندازه خاصی از گیاه را سفارش می‌دهند، در حالی که برخی دیگر طیف گسترده‌ای از گیاهان را تولید می‌کنند که برای فروش به دیگر نهالستان‌ها و باغداران ارائه می‌شوند و به‌عنوان اولین خدمت به فروش می‌رسند.
نهالستان‌های خرده‌فروشی گیاهانی را می‌فروشند که آماده قرار دادن در چشم‌انداز یا استفاده در خانه‌ها و مشاغل هستند.

## روش‌ها

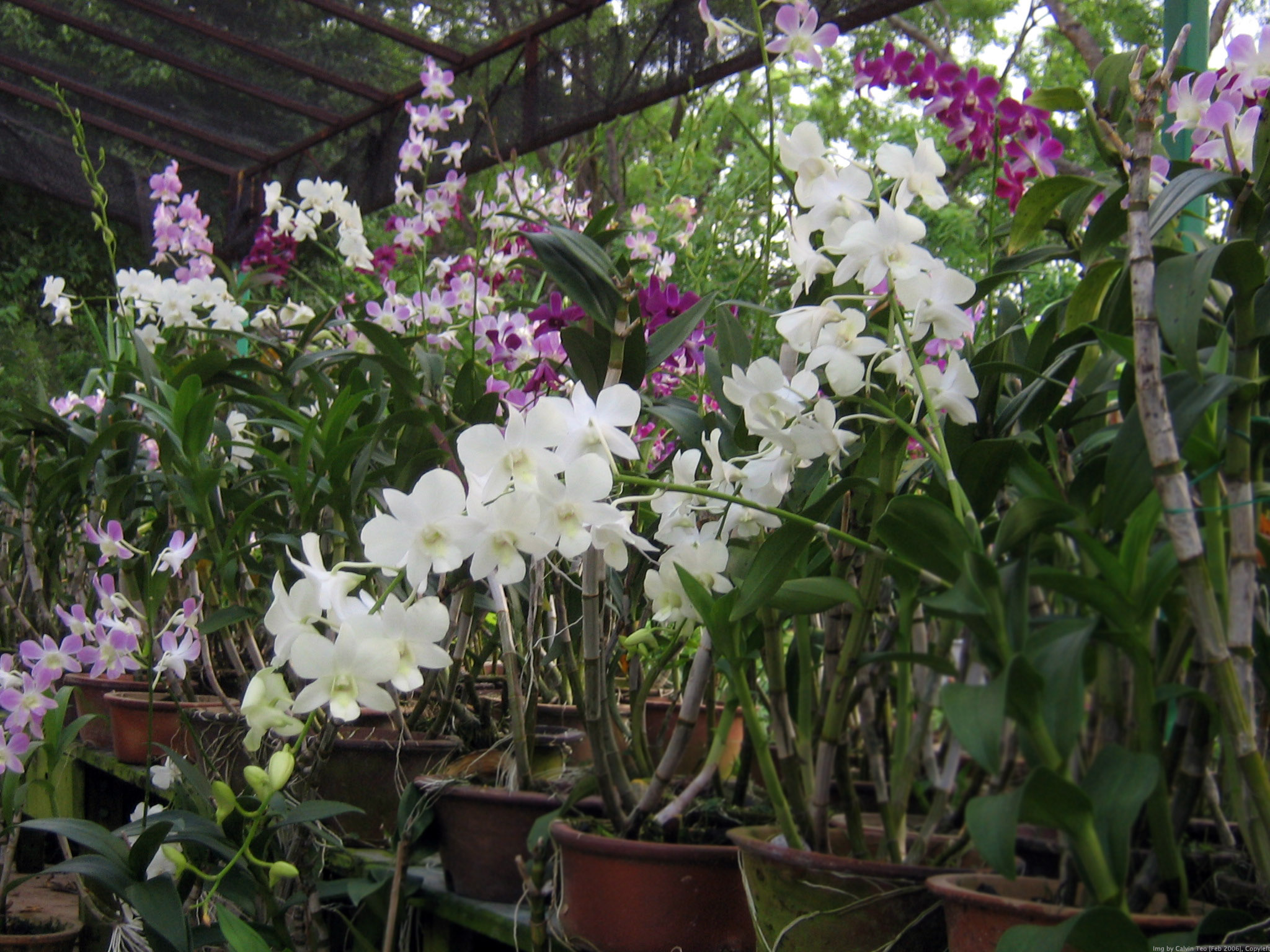
یک پرورشگاه گیاه کوچک پر از گیاهان ارکیده در حال شکوفه.

نهالستان‌های تکثیر، گیاهان جدید را از بذر، قلمه، کشت بافت، پیوند یا تقسیم تولید می‌کنند. سپس گیاهان به اندازه قابل فروش رشد می‌کنند یا به نهالستان‌های دیگری فروخته می‌شوند که ممکن است به رشد گیاهان در ظروف بزرگتر ادامه دهند یا در مزرعه آنها را به اندازه دلخواه پرورش دهند. نهالستان‌های تکثیر ممکن است مواد گیاهی را به اندازه کافی برای خرده‌فروشی بفروشند و بنابراین مستقیماً به نهالستان‌ها یا مراکز باغی خرده‌فروشی بفروشند (که به ندرت گیاهان خود را تکثیر می‌کنند).
نهالستان‌ها ممکن است گیاهانی را برای احیای جنگل‌ها، باغ وحش‌ها، پارک‌ها و شهرها تولید کنند. با نهالستان‌های درختی در ایالات متحده که حدود ۱٫۳ میلیارد نهال در سال برای احیای جنگل تولید می‌کنند.
نهالستان‌ها گیاهان را در زمین‌های باز، در مزارع کانتینری، در تونل‌ها یا گلخانه‌ها پرورش می‌دهند. در زمین‌های باز، نهالستان‌ها درختان تزئینی، درختچه‌ها و گیاهان چندساله علفی می‌رویانند. در نهالستان‌های کانتینری، درختان کوچک، درختچه‌ها و گیاهان علفی رشد می‌کنند که معمولاً برای فروش در مراکز باغ قرار می‌گیرند. اینها دارای تهویه مناسب، نور خورشید و غیره هستند. گیاهان ممکن است با بذر رشد کنند، اما رایج‌ترین روش کاشت قلمه است که می‌تواند از نوک ساقه یا ریشه گرفته شود.

## تهویه

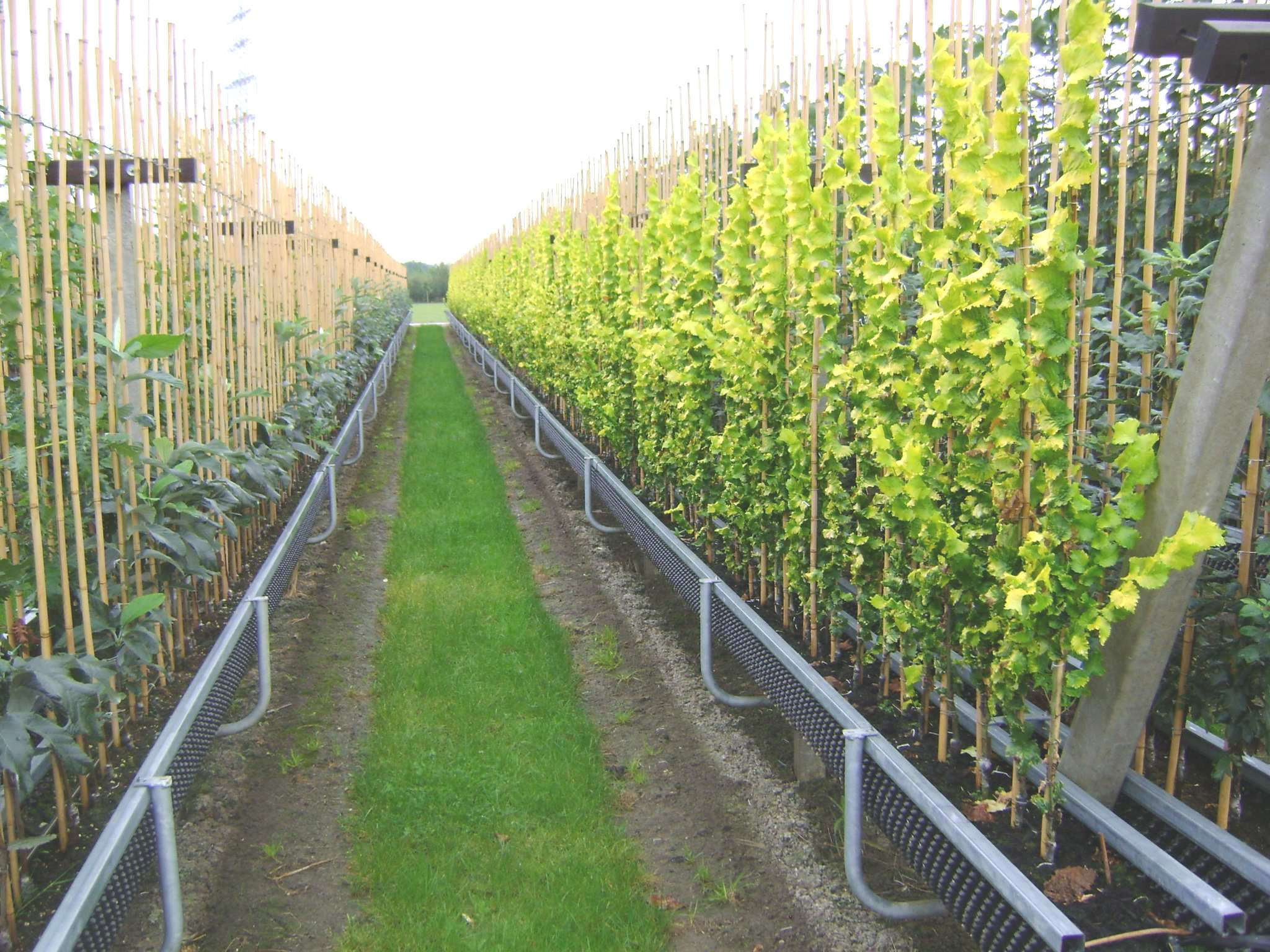
نهالستان درختی با استفاده از ناودان برای کاهش هزینه‌های رشد

با هدف تطبیق انبارهای کاشت برای تحمل تنش‌های پس از کاشت بیرون از کاشت، تیمارهای مختلف نهالستانی تلاش یا توسعه یافته‌اند و در نهالستان اعمال می‌شوند. برای نمونه باز و دی (۱۹۸۹)، تأثیر شرطی‌سازی پیوندهای کاشت نوئل سفید و نوئل سیاه را بر روی مورفولوژی، فیزیولوژی و عملکرد بعدی آنها پس از خارج از کاشت مورد مطالعه قرار دادند. هرس ریشه، آچارکردن و کوددهی با پتاسیم به میزان ۳۷۵ کیلوگرم در هکتار، تیمارهای مورد استفاده بودند. هرس ریشه و آچارکردن با کاهش ارتفاع، قطر طوقه ریشه، نسبت ساقه به ریشه و اندازه جوانه‌ها باعث اصلاح موجودی در نهالستان شد، اما باعث بهبود بقا یا رشد پس از کاشت نشد. کوددهی باعث کاهش رشد ریشه در نوئل سیاه شد اما در نوئل سفید نه.

### سخت شدن، مقاومت در برابر سرما
جوانه‌ها از نظر حساسیت به آسیب ناشی از یخبندان متفاوت هستند. اگر جوانه‌های «سخت نشده» در معرض یخبندان قرار گیرند، آسیب می‌تواند فاجعه بار باشد. مقاومت در برابر یخبندان ممکن است به‌عنوان حداقل دمایی تعریف شود که در آن درصد معینی از یک جمعیت جوانه تصادفی زنده بماند یا سطح معینی از آسیب را تحمل کند (Siminovitch 1963, Timmis and Worrall 1975). اصطلاح ال‌تی۵۰ (LT50) (دمای کشنده برای ۵۰ درصد جمعیت) معمولاً استفاده می‌شود. تعیین مقاومت به سرما در انتاریو بر اساس نشت الکترولیت از نوک انتهایی ساقه اصلی به طول ۲ تا ۳ سانتی‌متر در نمونه‌برداری‌های هفتگی است (کلمبو و هیکی ۱۹۸۷). نوک‌ها منجمد می‌شوند، سپس ذوب می‌شوند، در آب مقطر غوطه‌ور می‌شوند، هدایت الکتریکی آن به درجه پارگی غشای سلولی توسط انجماد الکترولیت آزاد کننده بستگی دارد. سطح مقاومت در برابر سرما ۱۵- درجه سانتی‌گراد برای تعیین آمادگی ذخیره ظروف برای انتقال به بیرون از گلخانه استفاده شده است و ۴۰- درجه سانتیگراد سطح تعیین‌کننده آمادگی برای ذخیره‌سازی منجمد بوده است (Colombo 1997).
در یک روش قبلی، جوانه‌های گلدانی را در یک سینه فریزر قرار می‌دادند و تا مقداری برای مدت زمان مشخصی سرد می‌شدند. چند روز پس از حذف، جوانه‌ها از نظر آسیب با استفاده از معیارهای مختلف، از جمله بو، ظاهر بصری کلی، و بررسی بافت کامبیا مورد ارزیابی قرار گرفتند (Ritchie 1982).
ذخایر برای کاشت پاییزه باید به درستی سفت شده باشد. در نظر گرفته می‌شود که جوانه‌های مخروطی زمانی که جوانه‌های انتهایی تشکیل شده و رشد بافت‌های ساقه و ریشه متوقف شده است، سفت می‌شوند. از دیگر ویژگی‌هایی که در برخی گونه‌ها نشان‌دهنده خواب آلودگی است رنگ و سفتی سوزن‌ها است اما در نوئل سفید این ویژگی‌ها مشهود نیست.

## نهالستان درختان جنگلی
چه در جنگل و چه در نهالستان، رشد جوانه اساساً تحت تأثیر حاصلخیزی خاک است، اما حاصلخیزی خاک نهالستان به راحتی قابل بهبود است، بسیار بیشتر از خاک جنگل.
نیتروژن، فسفر و پتاسیم به‌طور مرتب به‌عنوان کود و کلسیم و منیزیم گهگاهی تأمین می‌شود. کاربردهای نیتروژن کود در خاک برای ایجاد انبار قابل توجه نیتروژن موجود برای محصولات آینده ایجاد نمی‌شود. باروری بالا در محیط ریشه‌زایی به نفع رشد شاخساره نسبت به رشد ریشه است و می‌تواند جوانه‌های سنگین و نامناسبی را تولید کند که برای سختی‌های محل کاشت خارج شوند. مواد مغذی در عرضه بیش از حد می‌توانند رشد یا جذب سایر مواد مغذی را کاهش دهند. همچنین یون‌های مواد مغذی بیش از حد می‌تواند رشد را طولانی یا ضعیف کند تا در ایجاد خواب و سخت شدن به موقع بافت‌ها برای مقاومت در برابر هوای زمستان اختلال ایجاد کند.

### انواع موجودی، اندازه‌ها و مقدارها

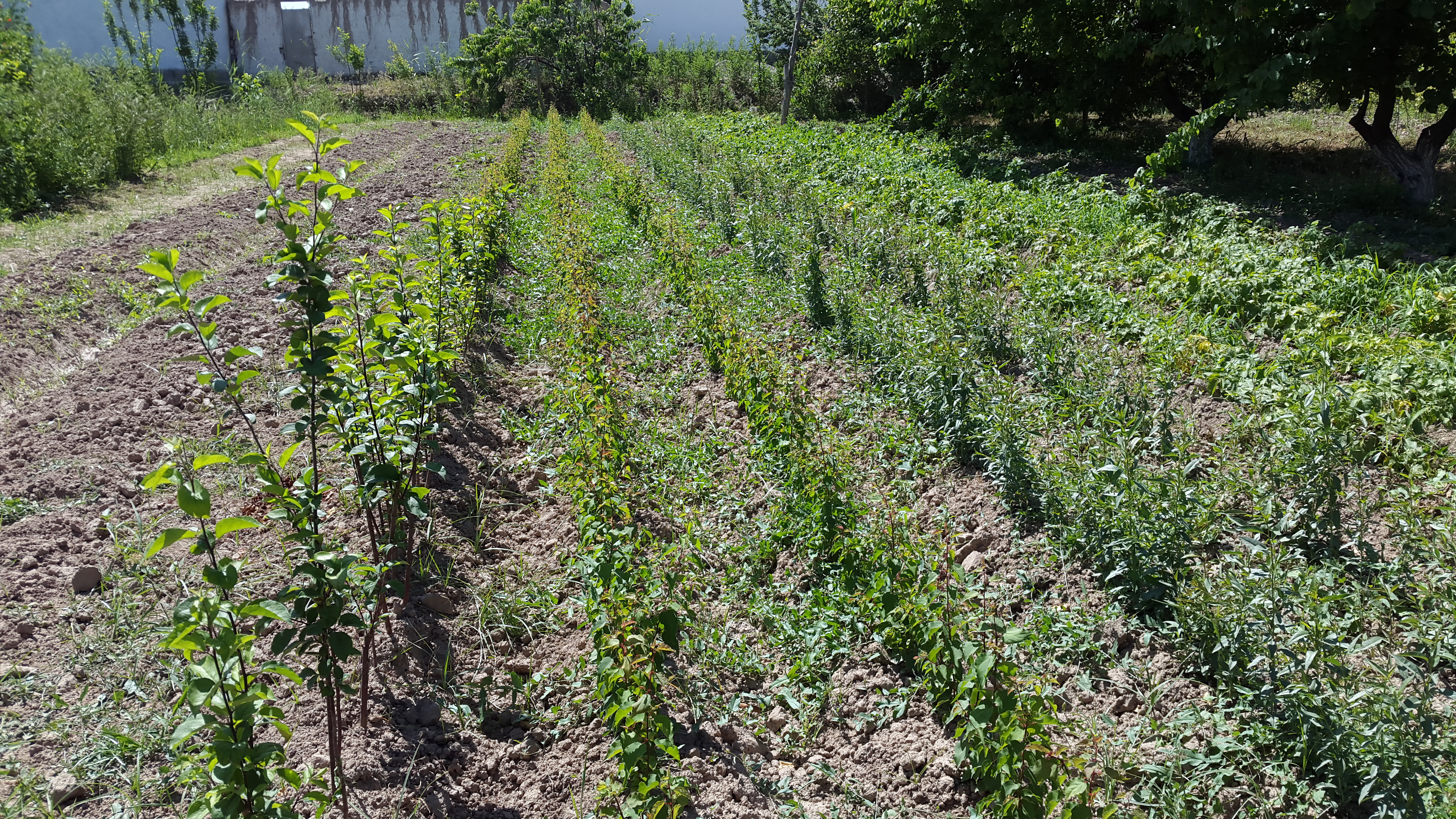
نهالستان نهال زردآلو

اندازه موجودی نهالستان معمولاً هنگام برداشتن درخت برای کاشت از منحنی توزیع نرمال پیروی می‌کند. رگه‌ها در انتهای پایین ترازوی معمولاً تا حدی دلخواه جمع می‌شوند، اما، به‌ویژه در میان انبارهای ریشه‌لخت، دامنه اندازه معمولاً قابل توجه است. دابز (۱۹۷۶) و مک مین (۱۹۸۵) چگونگی عملکرد نوئل سفید برهنه ۲+۰ را با تفاوت در اندازه اولیه انبار کاشت بررسی کردند. موجودی با توجه به وزن تازه به بخش‌های بزرگ، متوسط و کوچک تبدیل شد. بخش کوچک (۲۰٪ از موجودی اولیه) به سختی یک چهارم جرم ماده خشک بخش بزرگ را در زمان کاشت داشت. ده سال بعد، در محل خراشیده شده تیغه، جوانه‌های کسر بزرگ تقریباً ۵۰ درصد حجم ساقه بیشتری نسبت به جوانه‌های بخش کوچک داشتند. بدون آماده‌سازی سایت، موجودی بزرگ بیش از دو برابر موجودی کوچک پس از ۱۰ سال بود.
نتایج مشابهی با پیوندهای ۲+۱ مجدداً نمونه‌برداری شده برای تعیین ظرفیت رشد ریشه به دست آمد. موجودی بزرگ دارای آرجی‌سی (RGC) بالاتر و همچنین جرم بیشتری نسبت به کسر موجودی کوچک بود.
ارزش اندازه بزرگ در زمان کاشت به‌ویژه زمانی آشکار می‌شود که گیاهان بیرونی با رقابت شدید سایر پوشش‌های گیاهی روبرو هستند، اگرچه جرم اولیه بالا موفقیت را تضمین نمی‌کند. به نظر می‌رسد که از موفقیت بی‌تفاوت پیوند نهال‌های کوچک ۲+۰ برای استفاده به‌عنوان پیوندهای «بازیابی» ۲+۱، به‌نظر می‌رسد که پتانسیل رشد انبار به بسیار بیشتر از اندازه بستگی دارد.[۱۹] اندازه جوانه‌ها و نشاهای نوئل سفید ریشه‌لخت نیز تأثیر عمده‌ای بر عملکرد مزرعه داشت.
عملکرد مزرعه در میان انواع مختلف ذخایر در مزارع انتاریو توسط پترسون و هاچیسون (۱۹۸۹) مورد بررسی قرار گرفت:
انواع ذخایر نوئل سفید ۲+۰، ۱٫۵+۰٫۵، ۱٫۵+۱٫۵، و ۳+۰ بودند. موجودی در نهالستان نهالستان درخت جنگل میدورست پرورش داده شد و از طریق بلند کردن ۳ خرما، بسته‌بندی و کاشت گرم در خاک لوم بدون علف‌های هرز به دقت نگهداری شد. پس از ۷ سال، بقای کلی ۹۷٪ بود، بدون تفاوت قابل توجهی در بقا در بین انواع موجود. موجودی ۱٫۵+۱٫۵ با میانگین ارتفاع ۲۳۴ سانتیمتر به‌طور قابل توجهی بین ۱۸ تا ۲۵ درصد بلندتر از سایر انواع موجود بود. موجود ۱٫۵+۱٫۵ نیز به میزان قابل توجهی دی‌بی‌اچ (dbh) بیشتری نسبت به سایر انواع موجود با ۳۰–۴۳٪ داشت. بهترین نوع موجود ۵۷ سانتی‌متر بلندتر و ۱ سانتی‌متر بر حسب دسی‌بل ساعت بیشتر از فقیرترین نوع بود. تاریخ بلند کردن تأثیر معنی داری بر رشد یا بقا نداشت.
مکان‌های مرتفع در کوه‌های جنوبی بریتیش کلمبیا با فصل رشد کوتاه، دمای پایین هوا و خاک، زمستان‌های سخت و برف عمیق مشخص می‌شوند. بقا و رشد نوئل نقره‌ای (Engelmann spruce) و نراد کوهپایه‌ای کاشته شده در ۳ آزمایش جنگل‌کاری در چنین مکان‌هایی در شکاف‌هایی با اندازه‌های مختلف توسط لاجزروویس (Lajzerowicz) و همکاران مقایسه شد. (۲۰۰۶). بقا پس از ۵ یا ۶ سال با شکاف‌های کوچکتر کاهش یافت. ارتفاع و قطر نیز با کاهش اندازه شکاف کاهش یافت. میانگین ارتفاعات پس از ۶ سال ۵۰ تا ۷۸ سانتی‌متر بود که مطابق با انتظارات ارتفاع برای نوئل نقره‌ای در یک مطالعه کاشت در ارتفاعات بالا در جنوب شرقی بریتیش کلمبیا بود. در شکاف‌های بزرگتر (≥۱٫۰ هکتار)، افزایش ارتفاع تا سال ۶ از ۱۰ سانتی‌متر تا ۲۰ سانتی‌متر متغیر بود. لاجزروویس و همکاران، به این نتیجه رسیدند که کاشت درختان مخروطی در ارتفاعات بلند در کوه‌های جنوبی بریتیش کلمبیا، حتی نزدیک به دارمرز موفقیت‌آمیز خواهد بود و سیستم‌های جنگلی انتخاب گروهی بر اساس شکاف‌های ۰٫۱ هکتار یا بزرگتر نیز احتمالاً موفق خواهند بود. شکاف‌های کوچکتر از ۰٫۱ هکتار شرایط مناسبی را برای به دست آوردن بقای کافی یا رشد مخروطیان خارج شده فراهم نمی‌کند.